# Allium beesianum
Allium beesianum là một loài thực vật có hoa trong họ Amaryllidaceae. Loài này được W.W.Sm. mô tả khoa học đầu tiên năm 1914.